# Condado de Crockett (Texas)
O Condado de Crockett é um dos 254 condados do estado norte-americano do Texas. A sede do condado é Ozona, e sua maior cidade é Ozona.
O condado possui uma área de 7 271 km² (dos quais 0 km² estão cobertos por água), uma população de 4 099 habitantes, e uma densidade populacional de 0,6 hab/km² (segundo o censo nacional de 2000).
O condado foi fundado em 1875.

## Condados fronteirescos
- Condado de Upton, a norte
- Condado de Reagan, também a norte
- Condado de Irion, a nordeste
- Condado de Schleicher, a este
- Condado do Sutton, também a este
- Condado de Val Verde, a sul
- Condado de Terrell, a sudoeste
- Condado de Pecos, a oeste
- Condado de Crane, a noroeste